# Laccornis
Laccornis là một chi bọ cánh cứng trong họ Dytiscidae.
Chi này được Gozis miêu tả khoa học năm 1914.

## Các loài
Các loài trong chi này gồm:
- Laccornis conoideus (LeConte, 1850)
- Laccornis deltoides (Fall, 1923)
- Laccornis difformis (LeConte, 1855)
- Laccornis etnieri Wolfe & Spangler, 1985
- Laccornis kocae (Ganglbauer, 1904)
- Laccornis latens (Fall, 1937)
- Laccornis nemorosus Wolfe & Roughley, 1990
- Laccornis oblongus (Stephens, 1835)
- Laccornis pacificus Leech, 1940
- Laccornis schusteri Wolfe & Spangler, 1985